# Liceum Ogólnokształcące im. Krzysztofa Kamila Baczyńskiego w Nowej Soli
Liceum Ogólnokształcące im. Krzysztofa Kamila Baczyńskiego w Nowej Soli – liceum ogólnokształcące znajdujące się przy ulicy Gimnazjalnej 9 w Nowej Soli.

## Historia

### Do 1945
W 1926, w ówczesnym Neusalz, w budynkach dydaktycznych przy dzisiejszej ulicy Gimnazjalnej, powstało niemieckie Gimnazjum Realne o profilu humanistycznym. Po zakończeniu II wojny światowej, po przyłączeniu Neusalz do Polski i przemianowaniu miasta na Nową Sól, od listopada 1945 szkoła była prywatnym Gimnazjum Ogólnokształcącym dla Pracujących.

### 1946-1990
W latach 1946 do 1950 placówka działała jako Szkoła Ogólnokształcąca Stopnia Podstawowego i Państwowe Liceum Ogólnokształcące. W 1956 szkołę przekształcono w Szkołę Podstawową i w Liceum Ogólnokształcące. W 1961 uruchomiono przy szkole Zasadniczą Szkołę Handlową. W 1964 Liceum Ogólnokształcącemu nadano imię Janka Krasickiego. W 1976 połączono Liceum Ogólnokształcące, Zasadniczą Szkołę Handlową oraz Liceum Ogólnokształcące dla Pracujących w Zespół Szkół Ogólnokształcących. W 1977 przyłączono do ZSO nowo powstałe Medyczne Studium Zawodowe, Wydział Pielęgniarstwa.

### Po 1990
W 1991, po upadku Polskiej Rzeczypospolitej Ludowej i powstaniu Rzeczypospolitej Polskiej, zlikwidowano Medyczne Studium Zawodowe i placówkę przemianowano w Liceum Ogólnokształcące im. Krzysztofa Kamila Baczyńskiego w Nowej Soli.

## Dyrektorzy Liceum
- Mieczysław Petri (1945–1946)
- Maria Strzelecka (1946–1950)
- Józef Rybnik (1950)
- Władysław Szpilka (1950–1951)
- Michał Dzwonko (1951–1952)
- Jan Dziedziczko (1952–1954)
- Stanisław Badowski (1954–1957)
- Jan Kucharczyk (1957–1963)
- Maria Daniel (1963–1965)
- Stanisław Kohlman (1965–1969)
- Stanisław Bawankiewicz (1969)
- Franciszek Apolinarski (1969–1972)
- Józef Ratajczak (1972–1982)
- Jerzy Treliński (1982–1988)
- Tadeusz Bartoszewski (1988–2002)
- Wiesław Krukowski (2002–2012)
- Ewa Zacłona (2012–2017)
- Aleksandra Grządko (od 2017)

## Uczniowie Liceum
- Robert Gałązkowski
- Stanisław Padewski
- Andrzej Bożydar Radwański
- Krzysztof Stempak